# Mishkei Herut Beitar

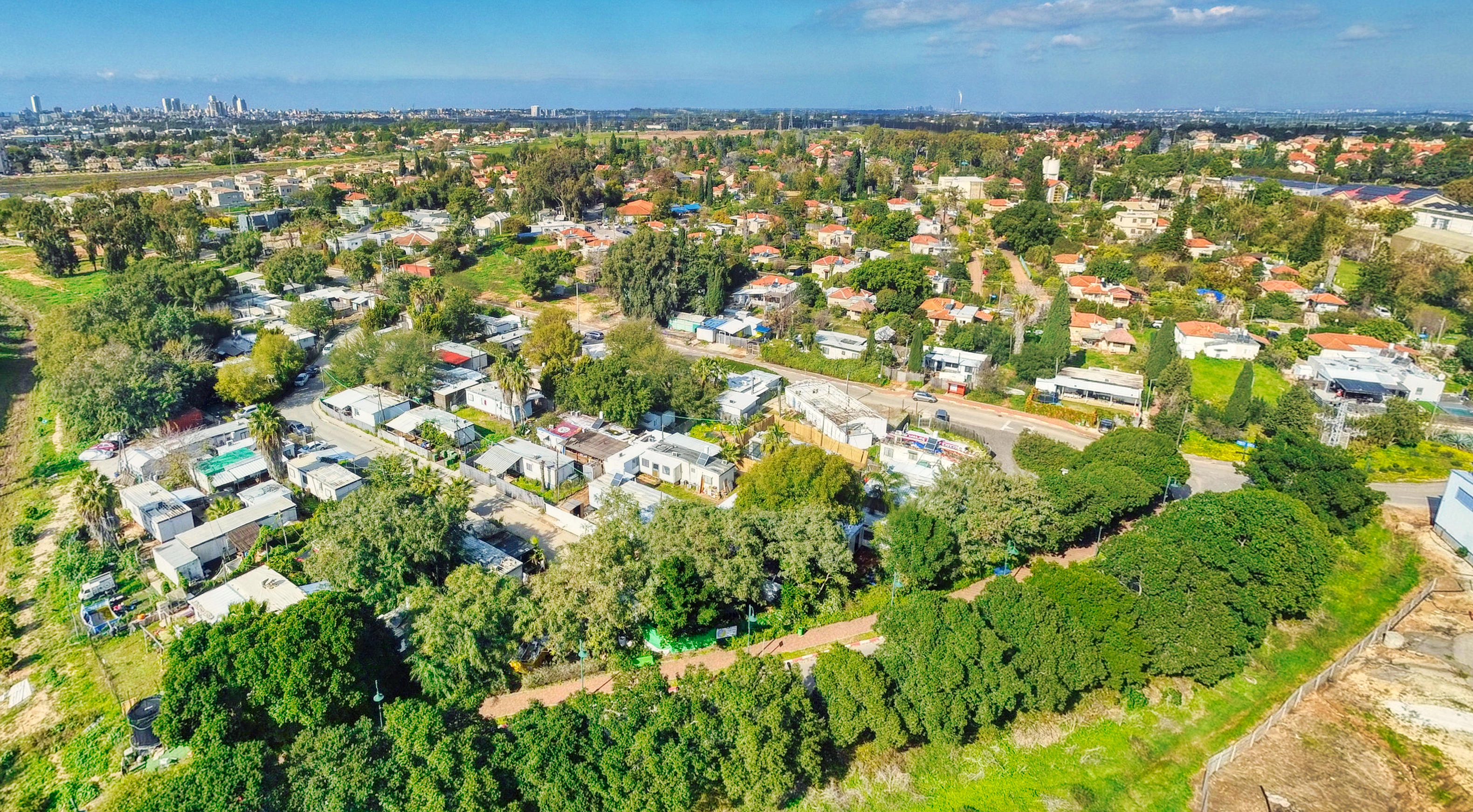
Nordia

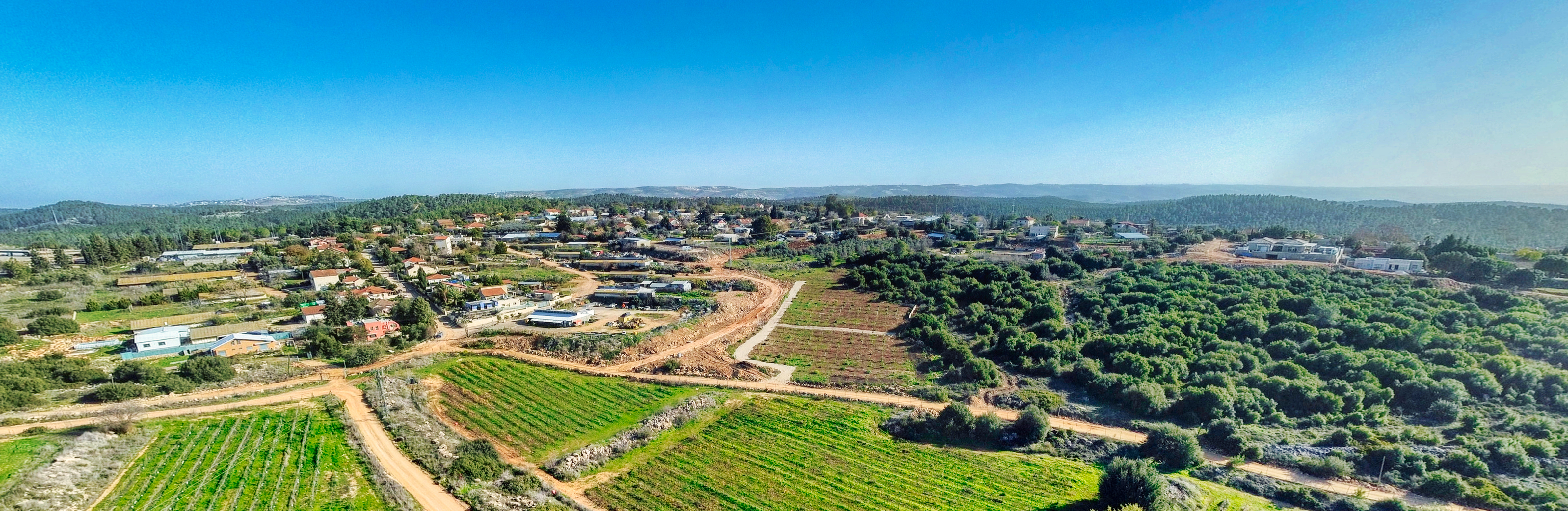
Bar Giora

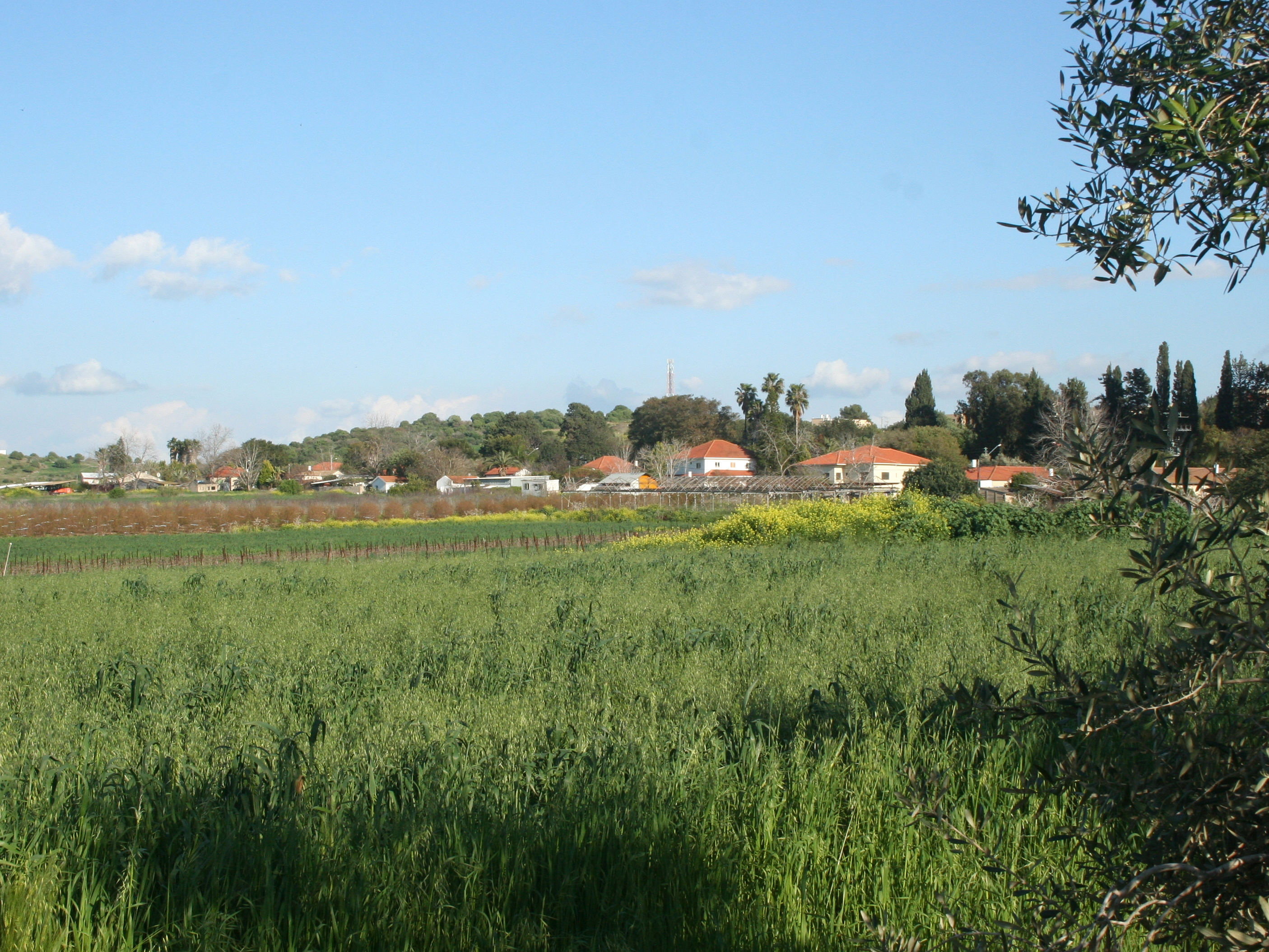
Aviel

Mishkei Herut Beitar (hebreiska: משקי חרות בית”ר) är en revisionistisk sionistisk bosättarrörelse i Israel, kopplad till Betar och Likud. Rörelsen har sitt huvudkontor i Metzudat Ze’ev-byggnaden på King George-gatan i Tel Aviv.

## Historia
De första bosättningarna i Mishkei Herut Beitar grundades av medlemmar i Beitars “Pluton vid Muren”-brigad. Den första var Ramat Tyomkin (numera del av Netanya) år 1932, följt av Tel Tzur nära Zikhron Ya'akov. Rörelsen var ansluten till Herut-partiet, som senare gick samman med Likud. På grund av ideologiska skillnader mot andra bosättningar, som i stor utsträckning var knutna tillarbetarsionismen, skapades i ett fall ett separat regionråd, Alona, för de tre Herut Beitar-bosättningarna i Haifadistriktet.
Många av organisationens bosättningar grundades på 1980-talet, varav de flesta är israeliska bosättningar på Västbanken och Golanhöjderna.

## Medlemsbyar
- Adora (1982)[a]
- Alei Zahav (1983)[a]
- Amatzia (1955)
- Amikam (1950)
- Argaman (1968)[a]
- Aviel (1949)
- Bar Giora (1950)
- Barkan (1981)[a]
- Gilon (1980)
- Gitit (1972)[a]
- Givat Nili (1953)
- Had Nes (1989)[a]
- Hermesh (1984)
- Homesh (1978)[a]
- Hosen (1949)
- Kedar (1984)
- Kela Alon (1981)[a]
- Ma'ale Amos (1981)[a]
- Ma'ale Shomron (1980)[a]
- Mevo Beitar (1950)
- Misgav Dov (1950)
- Mishmar HaYarden (1949)
- Nordia (1948)
- Ramat Raziel (1948)
- Sal'it (1979)[a]
- Sha'al (1980)[a]
- Shaked (1981)[a]
- Sha'arei Tikva (1983)[a]
- Shekef (1981)
- Telem (1982)[a]
- Tzur Natan (1966)
- Tzurit (1981)

a  israelisk bosättning
Tidigare byar inkluderar Neot Sinai, en övergiven israelisk bosättning på Sinaihalvön, samt Ganim, Homesh och Kadim, numera övergivna bosättningar på Västbanken.